# Баковская
Баковская — деревня в Мезенском районе Архангельской области. Входит в состав Быченского сельского поселения.

## География
Деревня расположена в северной части области на расстоянии примерно в 99 километрах по прямой к юго-востоку от районного центра Мезени.
Часовой пояс
Деревня Баковская как и вся Архангельская область, находится в часовой зоне МСК (московское время). Смещение применяемого времени относительно UTC составляет +3:00.

## Население
| 2002 | 2010 | 2012 |
| ---- | ---- | ---- |
| 49   | ↘29  | ↗33  |

Национальный состав
Согласно результатам переписи 2002 года, в национальной структуре населения русские составляли 98 % из 45 чел..